# داريو بيليزا
داريو بلليزا (بالإيطالية: Dario Bellezza)‏ (1944 - 1996)، هو شاعر وروائي إيطالي، ولد بيليزا عام 1944م في مدينة روما، وبدأحياته الأدبية عام 1971م بإصدار ديوانه الأول «جوازات شعرية»، وإلى جانب كتابة الشعر خاض مجال الرواية بروايته «الحب السعيد» عام 1986م ونال «جائزة فيساريجو الادبية الايطالية» عن ديوانه «الموت المفاجئ». انتهت حياته نهاية مأساوية بوفاته متأثرا بمرض الإيدز عام 1996 عن عمر 52 عاما.